# Huang Nanyan
Huang Nanyan (en chino: 黄楠雁; Nanning, 11 de abril de 1977) es una deportista china que compitió en bádminton, en la modalidad de dobles. Participó en los Juegos Olímpicos de Sídney 2000, obteniendo una medalla de plata en la prueba de dobles (junto con Yang Wei).

## Palmarés internacional
| Juegos Olímpicos | Juegos Olímpicos   | Juegos Olímpicos | Juegos Olímpicos |
| Año              | Lugar              | Medalla          | Prueba           |
| ---------------- | ------------------ | ---------------- | ---------------- |
| 2000             | Sídney (Australia) | Medalla de plata | Dobles           |